# Пятибоков, Пётр Матвеевич
Петр Матвеевич Пятибоков (16 января 1829, Могилёвская губерния — 24 января 1892, Баку) — священник.

## Биография
Родился в семье священника Могилевской губернии. Окончил Могилевскую семинарию. Служил священником Изюмского гусарского полка (1856-58 гг), резервной бригады Кавказской гренадерской дивизии (1859-59 гг.), 5-го резервного батальона лейб-гренадерского Эриванского его Величества полка (1859-63 гг), 125 пехотного Курского полка (1863-66 гг.) с 1866 года — благочинный 32 пехотной дивизии. В 1873 г. получил сан протоиерея. Кавалер ордена Святого Георгия (наперсный крест на Георгиевской ленте из кабинета Его Императорского Величества). С 1886 протоиерей Динабурского военного собора, а с 1890 до самой смерти — протоиерей Бакинской портовой церкви и благочинный Каспийской флотилии. Пятобоков участвовал в Крымской войне (1953-56 гг.), Кавказской войне (1859-93 гг.), в Русско-турецкой войне (1877-78 гг.) в том числе сражениях под Плевной, подавлении Польского мятежа (1863 г.). Имел двух детей.

## Награды
- орден св. Анны 3-й ст.,
- наперсный крест на Георгиевской ленте,
- орден св. Владимира 4-й ст.
- орден св. Анны 2-ст.
- орден св. Владимира 3-й ст.,
- крест за службу на Кавказе.
- Медаль за Крымскую войну 1853-56 гг,
- Медаль за русско-турецкую войну 1877—1878 гг,
- Медаль за покорение Западного Кавказ 1859—1864 гг.